# Svenska mästerskapen i längdskidåkning 1936
Svenska mästerskapen i längdskidåkning 1936 arrangerades i Luleå.

## Medaljörer, resultat

### Herrar
| Gren              | Guld                                                           | Guld                                                           | Silver           | Silver       | Brons        | Brons      |
| 15 km             | Erik Larsson                                                   | IFK Kiruna                                                     | Martin Matsbo    | IFK Hedemora | Nils Englund | Bodens BK  |
| 30 km             | Hjalmar Bergström                                              | Sandviks IK                                                    | Alfred Dahlqvist | Håsjö SK     | Erik Larsson | IFK Kiruna |
| 50 km             | Karl Lindberg                                                  | Trångsvikens IF                                                | Arthur Häggblad  | IFK Umeå     | Lars Olsson  | Kilafors   |
| Stafett 3 x 10 km | Jokkmokks SK (John Berger, Sigurd Nilsson, Torsten Gustafsson) | Jokkmokks SK (John Berger, Sigurd Nilsson, Torsten Gustafsson) |                  |              |              |            |
| Lagtävling 15 km  | Bodens BK                                                      | Bodens BK                                                      |                  |              |              |            |
| Lagtävling 30 km  | Skellefteå AIK                                                 | Skellefteå AIK                                                 |                  |              |              |            |
| Lagtävling 50 km  | Lycksele IF                                                    | Lycksele IF                                                    |                  |              |              |            |

### Damer
| Gren             | Guld                    | Guld            | Silver         | Silver        | Brons         | Brons   |
| 10 km            | Sigrid Nilsson-Wikström | Trångsvikens IF | Sonja Olofsson | Koskollskulle | Greta Larsson | Lucksta |
| Lagtävling 10 km | Trångsvikens IF         | Trångsvikens IF |                |               |               |         |

### Webbkällor
- Svenska Skidförbundet